# Eupithecia brachyptera
Eupithecia brachyptera là một loài bướm đêm trong họ Geometridae.